# ماجد عبد الهادي
ماجد عبد الهادي صحفي وكاتب سياسي ومراسل تلفزيوني فلسطيني يعمل مشرفاً على البرامج السياسية في قناة الجزيرة، ومدرباً للصحافة في مركز الجزيرة للتدريب، كما عمل مشرفاً على نشرات الأخبار ورئيساً لقسم ضبط الجودة والمعايير التحريرية.

## الدراسة والمسيرة المهنية
تحصل ماجد عبد الهادي على بكالوريوس في علم الاجتماع ثم على دبلوم معهد الصحافة الدولي، وهو يعمل مشرفا على الأخبار في قناة الجزيرة الفضائية ومدرباً للصحافة في مركز الجزيرة للتدريب والتطوير الإعلامي، بعدما كان قد عمل رئيسا لقسم ضبط الجودة والمعايير التحريرية، إضافة إلى عمله بوظيفة مراسل وصحفي أول على مدى اثني عشر عاما مضت. 
له إسهامات غزيرة على شاشة الجزيرة تناول فيها شتى ملفات الصراعات الإقليمية والدولية.وفق ما كتب عنه الأديب الأردني فخري صالح الذي قال أيضا 
في مقالة نشرتها جريدة الدستور الأردنية بتاريخ 18/09/2011 إن ماجد عبد الهادي تميز بهذا النوع من الكتابة التلفزيونية التي تلفت انتباه السامع، وتنقل الحدث من مساحته الخبرية إلى ما يقترب من حدود الأدب ويغزو عالم الاستعارة والمجاز اللغوي، وهي تقنية في الكتابة تخفف من جهامة الأحداث وجفاف التقرير الصحفي وتعمق من حضور الحدث وتعطيه بعضا من ديمومة الأدب وقابليته للقراءة مرة بعد مرة بعد مرة. 
تزخر مواقع التواصل الاجتماعي على شبكة الإنترنت بمئات من تقارير ماجد عبد الهادي التلفزيونية، وهو اكتسب شعبية واسعة في العالم العربي، بفضل دوره البارز في تغطية ومناقشة ما سمي ثورات الربيع العربي في تونس ومصر وليبيا واليمن وسورية، وقبلها بفضل مشاركته البارزة في التغطية الميدانية الحية لكبريات الحروب والأحداث التي عصفت بالعالمين العربي والإسلامي، كاندلاع الانتفاضة الفلسطينية الثانية عام 2000 والحرب الأطلسية في أفغانستان عام 2001 والحرب الأميركية البريطانية على العراق عام 2003. اعتمدت قناة الجزيرة أيضاً على ماجد عبد الهادي بوصفه أحد أبرز صحفييها، في تغطية عدد كبير من الأحداث السياسية والمؤتمرات الدولية والإقليمية، إضافة إلى إنجازه برامج وأفلام وثائقية عدة.
وكان ماجد عبد الهادي قد التحق بقناة الجزيرة كمراسل في فلسطين عام 1999 ثم انتقل ليعمل كمراسل وصحفي أول لدى مركزها في الدوحة. أما قبل ذلك، فعمل معدا للبرامج لدى مكتب أي آر تي في رام الله وصحفيا لدى مكتب تلفزيون أبو ظبي في رام الله عام 1998. كما عمل مديرا لتحرير جريدة الحياة الجديدة في رام الله ورئيسا لتحرير مجلة نداء الوطن ومديراً لتحرير جريدة الحدث في الأردن ومديراً لمكتب جريدة المحرر الباريسية في الأردن وسكرتيرا لتحرير مجلة الهدف في دمشق. ويكتب مقالات رأي في موقع العربي الجديد.

## أهم التغطيات التلفزيونية الميدانية
- تغطية اندلاع الانتفاضة الفلسطينية الثانية في قطاع غزة والضفة الغربية عام 2000.
- تغطية معارك طورا بورا ومطاردة زعيم تنظيم القاعدة أسامة بن لادن في شرقي أفغانستان عام 2001.
- تغطية عمليات التفتيش الدولي عن أسلحة الدمار الشامل في العراق عام 2002-2003.
- تغطية الحرب الأميركية البريطانية على العراق منذ بدئها في 20/3 وحتى انتهائها في 9/4 عام 2003.
- تغطية مؤتمر القمة العربية في بيروت عام 2002.
- تغطية مؤتمر القمة العربية في تونس عام 2004.
- تغطية مؤتمر القمة العربية في الخرطوم عام 2006.
- تغطية الانتخابات النيابية اللبنانية عام 2009.
- تغطية الانتخابات النيابية اللبنانية عام 2005.
- تغطية تفاعلات اغتيال رئيس الوزراء اللبناني الأسبق رفيق الحريري وانسحاب الجيش السوري من لبنان عام 2004.
- تغطية الانتخابات الرئاسية اليمنية عام 2012.
- تغطية الانتخابات الرئاسية المصرية في جولتيها الأولى والثانية عام 2012.
- تغطية حرب التحالف الدولي على تنظيم «الدولة الإسلامية» في مدينة عين العرب (كوباني) على الحدود السورية مع تركيا، في تشرين أول أكتوبر عام 2014.

## البرامج والأفلام الوثائقية
- العاشق الذي التهمته الحكاية؛ فيلم وثائقي من جزأين تبلغ مدتهما معا تسعين دقيقة، ويعرض قصة حياة الأديب الفلسطيني غسان كنفاني بالاستناد إلى تراثه الأدبي.
- قتل الشهود؛ فيلم وثائقي عن شهداء الصحافة في الحرب الأميركية البريطانية على العراق.
- أرى، أسمع، أتكلم؛ فيلم وثائقي من جزأين تبلغ مدتهما معا تسعين دقيقة، ويعرض قصة نشوء قناة الجزيرة الفضائية، وتأثيرها في العالم العربي وما لاقته وتلاقيه من مديح واتهامات.
- الحوزة العلمية في النجف تحت المجهر؛ تاريخها، ودورها الديني والسياسي (46 ست وأربعون دقيقة).
- الأسرى الفلسطينيون في المعتقلات والسجون الإسرائيلية تحت المجهر (جزأين: تسعون دقيقة)
- العمال الفلسطينيون في إسرائيل تحت المجهر (47 سبع وأربعون دقيقة).

## مقالات ومقابلات وحوارات وتصريحات صحفية
- صحافي في قناة الجزيرة يهز رتابة اللغة؛ ماجد عبد الهادي: لست مصابا بمرض الحنين وأوجاعه؛ جريدة العرب القطرية [3]
- ماجد عبد الهادي، ع راسي حارتك [4]
- التقرير الصحفي واتساع حدود الأدب؛ جريدة الدستور الأردنية [5]
- الأدبية في لغة الإعلام: تقارير ماجد عبد الهدي نموذجا/ دراسة د. أسامة عثمان.[6]